# Arrondissement d'Issoire
L'arrondissement d'Issoire est une division administrative française, située dans le département du Puy-de-Dôme et la région Auvergne-Rhône-Alpes.

## Composition

L'arrondissement dans la région Auvergne-Rhône-Alpes en 2017.

La composition de l'arrondissement ne semble pas avoir été affectée par les réorganisations de 1926 et 1942.

### Composition entre 1942 et 2015
L'arrondissement est alors composé de 116 communes :
- canton d'Ardes, qui groupe 15 communes :
  - Anzat-le-Luguet, Apchat, Ardes, Augnat, La Chapelle-Marcousse, Chassagne, Dauzat-sur-Vodable, La Godivelle, Madriat, Mazoires, Rentières, Roche-Charles-la-Mayrand, Saint-Alyre-ès-Montagne, Saint-Hérent et Ternant-les-Eaux.
- canton de Besse-et-Saint-Anastaise, qui groupe 10 communes :
  - Besse-et-Saint-Anastaise, Chambon-sur-Lac, Compains, Égliseneuve-d'Entraigues, Espinchal, Murol, Saint-Diéry, Saint-Pierre-Colamine, Saint-Victor-la-Rivière et Valbeleix.
- canton de Champeix, qui groupe 17 communes :
  - Chadeleuf, Champeix, Chidrac, Clémensat, Courgoul, Creste, Grandeyrolles, Ludesse, Montaigut-le-Blanc, Neschers, Saint-Cirgues-sur-Couze, Saint-Floret, Saint-Nectaire, Saint-Vincent, Saurier, Tourzel-Ronzières et Verrières.
- canton d'Issoire, qui groupe 16 communes :
  - Aulhat-Saint-Privat, Bergonne, Le Broc, Coudes, Flat, Issoire, Meilhaud, Montpeyroux, Orbeil, Pardines, Perrier, Saint-Babel, Saint-Yvoine, Sauvagnat-Sainte-Marthe, Solignat et Vodable.
- canton de Jumeaux, qui groupe 11 communes :
  - Auzat-la-Combelle, Brassac-les-Mines, Champagnat-le-Jeune, La Chapelle-sur-Usson, Esteil, Jumeaux, Lamontgie, Peslières, Saint-Jean-Saint-Gervais, Saint-Martin-d'Ollières et Valz-sous-Châteauneuf.
- canton de Saint-Germain-Lembron, qui groupe 16 communes :
  - Antoingt, Beaulieu, Boudes, Le Breuil-sur-Couze, Chalus, Charbonnier-les-Mines, Collanges, Gignat, Mareugheol, Moriat, Nonette, Orsonnette, Saint-Germain-Lembron, Saint-Gervazy, Vichel et Villeneuve.
- canton de Sauxillanges, qui groupe 17 communes :
  - Bansat, Brenat, Chaméane, Égliseneuve-des-Liards, Parentignat, Les Pradeaux, Saint-Étienne-sur-Usson, Saint-Genès-la-Tourette, Saint-Jean-en-Val, Saint-Martin-des-Plains, Saint-Quentin-sur-Sauxillanges, Saint-Rémy-de-Chargnat, Sauxillanges, Sugères, Usson, Varennes-sur-Usson et Vernet-la-Varenne.
- canton de Tauves, qui groupe 6 communes :
  - Avèze, Labessette, Larodde, Saint-Sauves-d'Auvergne, Singles et Tauves.
- canton de La Tour-d'Auvergne, qui groupe 8 communes :
  - Bagnols, Chastreix, Cros, Picherande, Saint-Donat, Saint-Genès-Champespe, La Tour-d'Auvergne et Trémouille-Saint-Loup.

Le 1er janvier 2016, les communes d'Aulhat-Saint-Privat et Flat, d'une part, et de Nonette et Orsonnette, d'autre part, fusionnent pour constituer les communes nouvelles d'Aulhat-Flat et de Nonette-Orsonnette, amenant le nombre de communes à 114.
Les communes de La Bourboule et Murat-le-Quaire forment l'Unité urbaine de la Bourboule.

### Composition depuis le1erjanvier 2017
Les limites territoriales des cinq arrondissements du Puy-de-Dôme ont été modifiées afin que chaque nouvel établissement public de coopération intercommunale à fiscalité propre soit rattaché à un seul arrondissement au 1er janvier 2017. 21 communes sont passées de l'arrondissement de Clermont-Ferrand à celui d'Issoire : Aurières, La Bourboule, Ceyssat, Gelles, Heume-l'Église, Laqueuille, Mazaye, Mont-Dore, Murat-le-Quaire, Nébouzat, Olby, Orcival, Parent, Perpezat, Plauzat, Rochefort-Montagne, Saint-Bonnet-près-Orcival, Saint-Julien-Puy-Lavèze, Saint-Pierre-Roche, Le Vernet-Sainte-Marguerite et Vernines. L'arrondissement d'Issoire compte alors 135 communes.
Le 1er janvier 2019, les communes de Chaméane et de Vernet-la-Varenne, d'une part, et les communes de Creste et Saint-Diéry, d'autre part, fusionnent pour constituer les communes nouvelles du Vernet-Chaméane et de Saint-Diéry, amenant le nombre de communes à 133.
Par arrêté préfectoral du 18 décembre 2020, afin d'assurer une « meilleure cohérence administrative », la commune de Saulzet-le-Froid passe de l'arrondissement de Clermont-Ferrand à celui d'Issoire le 1er janvier 2021, amenant le nombre de communes à 134.
Au 1er janvier 2024, l'arrondissement groupe les 134 communes suivantes :
1. Antoingt
2. Anzat-le-Luguet
3. Apchat
4. Ardes
5. Augnat
6. Aulhat-Flat
7. Aurières
8. Auzat-la-Combelle
9. Avèze
10. Bagnols
11. Bansat
12. Beaulieu
13. Bergonne
14. Besse-et-Saint-Anastaise
15. Boudes
16. La Bourboule
17. Brassac-les-Mines
18. Brenat
19. Le Breuil-sur-Couze
20. Le Broc
21. Ceyssat
22. Chadeleuf
23. Chalus
24. Chambon-sur-Lac
25. Champagnat-le-Jeune
26. Champeix
27. La Chapelle-Marcousse
28. La Chapelle-sur-Usson
29. Charbonnier-les-Mines
30. Chassagne
31. Chastreix
32. Chidrac
33. Clémensat
34. Collanges
35. Compains
36. Coudes
37. Courgoul
38. Cros
39. Dauzat-sur-Vodable
40. Égliseneuve-d'Entraigues
41. Égliseneuve-des-Liards
42. Espinchal
43. Esteil
44. Gelles
45. Gignat
46. La Godivelle
47. Grandeyrolles
48. Heume-l'Église
49. Issoire
50. Jumeaux
51. Labessette
52. Lamontgie
53. Laqueuille
54. Larodde
55. Le Vernet-Chaméane
56. Ludesse
57. Madriat
58. Mareugheol
59. Mazaye
60. Mazoires
61. Meilhaud
62. Montaigut-le-Blanc
63. Mont-Dore
64. Montpeyroux
65. Moriat
66. Murat-le-Quaire
67. Murol
68. Nébouzat
69. Neschers
70. Nonette-Orsonnette
71. Olby
72. Orbeil
73. Orcival
74. Pardines
75. Parent
76. Parentignat
77. Perpezat
78. Perrier
79. Peslières
80. Picherande
81. Plauzat
82. Les Pradeaux
83. Rentières
84. Roche-Charles-la-Mayrand
85. Rochefort-Montagne
86. Saint-Alyre-ès-Montagne
87. Saint-Babel
88. Saint-Bonnet-près-Orcival
89. Saint-Cirgues-sur-Couze
90. Saint-Diéry
91. Saint-Donat
92. Saint-Étienne-sur-Usson
93. Saint-Floret
94. Saint-Genès-Champespe
95. Saint-Genès-la-Tourette
96. Saint-Germain-Lembron
97. Saint-Gervazy
98. Saint-Hérent
99. Saint-Jean-en-Val
100. Saint-Jean-Saint-Gervais
101. Saint-Julien-Puy-Lavèze
102. Saint-Martin-des-Plains
103. Saint-Martin-d'Ollières
104. Saint-Nectaire
105. Saint-Pierre-Colamine
106. Saint-Pierre-Roche
107. Saint-Quentin-sur-Sauxillanges
108. Saint-Rémy-de-Chargnat
109. Saint-Sauves-d'Auvergne
110. Saint-Victor-la-Rivière
111. Saint-Vincent
112. Saint-Yvoine
113. Saulzet-le-Froid
114. Saurier
115. Sauvagnat-Sainte-Marthe
116. Sauxillanges
117. Singles
118. Solignat
119. Sugères
120. Tauves
121. Ternant-les-Eaux
122. La Tour-d'Auvergne
123. Tourzel-Ronzières
124. Trémouille-Saint-Loup
125. Usson
126. Valbeleix
127. Valz-sous-Châteauneuf
128. Varennes-sur-Usson
129. Le Vernet-Sainte-Marguerite
130. Vernines
131. Verrières
132. Vichel
133. Villeneuve
134. Vodable

## Démographie
En 2022, l'arrondissement comptait 78 817 habitants.
| 1968   | 1975   | 1982   | 1990   | 1999   | 2006   | 2011   | 2016   | 2021   |
| ------ | ------ | ------ | ------ | ------ | ------ | ------ | ------ | ------ |
| 62 075 | 61 404 | 60 046 | 58 157 | 57 549 | 60 267 | 61 856 | 77 561 | 78 742 |

| 2022   | - | - | - | - | - | - | - | - |
| ------ | - | - | - | - | - | - | - | - |
| 78 817 | - | - | - | - | - | - | - | - |

En 2017, la superficie de l'arrondissement est passée de 1 820 km2 à 2 268,5 km2.

## Liste des sous-préfets
| Période           | Période           | Identité                    | Fonction précédente                                                   | Observation                                                                                            |
| ----------------- | ----------------- | --------------------------- | --------------------------------------------------------------------- | --- |
| 1802              | 1814              | Jean-Baptiste Girot-Pouzol  |                                                                       | |
|                   |                   |                             |                                                                       | |
| 11 septembre 1870 | 18 juin 1873      | Thomas Hardy                |                                                                       | Remplacé                                                                                               |
|                   |                   |                             |                                                                       | |
| 6 avril 1874      | 24 mai 1876       | Philippe Borelli            | Conseiller de préfecture de Tarn-et-Garonne                           | Nommé sous-préfet de Mirecourt                                                                         |
| 24 mai 1876       | 21 février 1877   | Albert De girardin          | Sous-préfet de Saint-Amand                                            | Nommé sous-préfet de Thiers                                                                            |
| 30 décembre 1877  | 13 février 1886   | Thomas Hardy                |                                                                       | Nommé sous-préfet de Saint-Yrieix                                                                      |
| 13 février 1886   | 8 janvier 1887    | Hugues Du caurroy           |                                                                       | Nommé sous-préfet de Barcelonnette                                                                     |
| 8 janvier 1887    | 12 février 1890   | Jean Gautheron              | Sous-préfet de Murat                                                  | Mis en disponibilité sur sa demande                                                                    |
| 12 février 1890   | 22 décembre 1891  | Paul Ducret                 | Sous-préfet de Moûtiers                                               | Nommé secrétaire général de la préfecture de la Dordogne                                               |
| 22 décembre 1891  | 4 décembre 1894   | Hippolyte Morice            | Sous-préfet de Pont-l'Évêque                                          | Remplacé                                                                                               |
| 4 décembre 1894   | 28 février 1896   | Georges Boiteau             | Sous-préfet d'Ussel                                                   | Mis en disponibilité sur sa demande                                                                    |
| 28 février 1896   | 13 septembre 1897 | Clovis Marserou             | Secrétaire général de la préfecture de la Nièvre                      | Nommé sous-préfet de Thiers                                                                            |
| 13 septembre 1897 | 21 mai 1898       | Arnaud Cousteau             |                                                                       | Nommé sous-préfet de Neufchâteau                                                                       |
| 21 mai 1898       | 6 juin 1898       | Jean Soubiran               |                                                                       | Nommé secrétaire général de la préfecture de Loir-et-Cher                                              |
| 6 juin 1898       | 19 juillet 1898   | Hippolyte Juillard          | Secrétaire général de la préfecture de Loir-et-Cher                   | Nommé sous-préfet de Saint-Yrieix                                                                      |
| 19 juillet 1898   | 23 juillet 1898   | Alexis Salmon               | Sous-préfet de Toul                                                   | Nommé sous-préfet de Toul                                                                              |
| 23 juillet 1898   | 29 août 1901      | Robert Ridel                | Sous-préfet de Murat                                                  | Nommé sous-préfet de Louhans                                                                           |
| 29 août 1901      | 7 septembre 1903  | Jean-Baptiste Icard         | Sous-préfet de Louhans                                                | Nommé secrétaire général de la préfecture de la Charente-Inférieure                                    |
| 7 septembre 1903  | 2 février 1905    | Louis Gourhaël de penenprat | Secrétaire général de la préfecture du Gers                           | Nommé secrétaire général de la préfecture du Puy-de-Dôme                                               |
| 7 février 1905    | 30 décembre 1905  | Marie-Jules Grosjean        | Sous-préfet de Gien                                                   | Nommé sous-préfet de Semur                                                                             |
| 30 décembre 1905  | 14 décembre 1907  | Louis Grimaud               | Secrétaire général de la préfecture de l'Aisne                        | Nommé sous-préfet d'Aix                                                                                |
| 14 décembre 1907  | 22 novembre 1910  | Abel Maisonobe              | Sous-préfet de Mauriac                                                | Nommé sous-préfet de Carpentras                                                                        |
| 22 novembre 1910  | 15 juillet 1914   | Maurice Fragnaud            | Sous-préfet de La Réole                                               | Nommé sous-préfet de Fontainebleau                                                                     |
| 15 juillet 1914   | 23 septembre 1914 | Charles Touzet              | Sous-préfet de Mauléon                                                | Nommé sous-préfet d'Épernay                                                                            |
| 14 novembre 1914  | 27 mars 1915      | Valère Ortoli               | Sous-préfet de Thiers                                                 | Remplacé                                                                                               |
| 27 mars 1915      | 4 janvier 1916    | Alfred Gondoin              | Sous-préfet de Pithiviers                                             | Nommé sous-préfet de Toulon                                                                            |
| 4 janvier 1916    | 13 juillet 1917   | Gabriel Desbats             | Secrétaire général de la préfecture de la Vienne                      | Nommé commissaire du gouvernement près le conseil de préfecture de la Seine pour la durée de la guerre |
| 13 juillet 1917   | 3 mars 1919       | Eugène Berthet              | Sous-préfet de Belley                                                 | Nommé sous-préfet d'Issoire                                                                            |
| 3 mars 1919       | 15 janvier 1920   | Eugène Berthet              | Sous-préfet d'Issoire                                                 | Nommé sous-préfet de Riom                                                                              |
| 15 janvier 1920   | 12 juin 1920      | François Jacquet            | Sous-préfet de Péronne                                                | Nommé sous-préfet de Rochefort                                                                         |
| 12 juin 1920      | 15 novembre 1923  | Félix Mourgues              | Secrétaire général de la préfecture de Saône-et-Loire                 | Appelé sur sa demande à d'autres fonctions, Receveur des Finances                                      |
| 15 novembre 1923  | 9 août 1929       | Léopold Mesnard             |                                                                       | Nommé secrétaire général de la préfecture des Bouches-du-Rhône                                         |
| 23 mai 1931       | 20 avril 1935     | Julien Delannet             | Rattaché à la préfecture du Tarn à la fermeture de la sous-préfecture | Nommé sous-préfet de Thiers                                                                            |
|                   |                   |                             |                                                                       | |
| 11 juin 1991      | 29 juin 1993      | Christian Roux              | Conseiller de chambre régionale des comptes                           | Cessation de fonction, sur sa demande                                                                  |
| 28 juillet 1993   | 15 juillet 1996   | Jean-Pierre Martin          | Directeur du cabinet-du préfet des Pyrénées-Atlantiques               | Nommé sous-préfet de Molsheim                                                                          |
| 15 juillet 1996   | 16 janvier 2002   | Michel Moisan               | Sous-préfet hors cadre                                                | Nommé sous-préfet de Saint-Amand-Montrond                                                              |
| 11 février 2002   | 6 juillet 2004    | Dominique Ceceaux           | Directeur du cabinet du préfet de la Charente-Maritime                | Cessation de fonction, sur sa demande                                                                  |
| 26 juillet 2004   | 7 septembre 2007  | Jean-Louis Amat             | Directeur du cabinet du préfet de la Haute-Corse                      | Cessation de fonction, sur sa demande                                                                  |
| 7 septembre 2007  | 26 août 2009      | Hamel-Francis Mekachera     | Administrateur civil                                                  | Nommé sous-préfet de Saint-Laurent-du-Maroni                                                           |
| 26 août 2009      | 22 février 2012   | Bruno André                 | Chargé de mission auprès du préfet de la Haute-Garonne                | Nommé directeur de cabinet du préfet de la région Rhône-Alpes, préfet du Rhône                         |
| 18 avril 2012     | 31 juillet 2014   | Hélène Geronimi             | Directrice de cabinet du préfet de la Dordogne                        | Nommée sous-préfète d'Apt                                                                              |
| 31 juillet 2014   | 8 août 2017       | Christine Bonnard           | Sous-préfète de Florac                                                | Nommée sous-préfète de Nyons                                                                           |
| 22 août 2017      | 13 septembre 2019 | Tristan Riquelme            | Officier de l'armée de terre                                          | Nommé directeur de cabinet du préfet de l'Yonne                                                        |
| 13 septembre 2019 | En cours          | Pascal Bagdian              | Conseiller d'administration de l'intérieur et de l'outre-mer          | |